# Big Bert
Robert Anthony Smith professionellt känd som Big Bert eller Robert Anthony, född 11 februari 1979, är en amerikansk musikproducent, låtskrivare och musiker som hade sitt genombrott när Rodney "Darkchild" Jerkins anlitade honom till sitt Darkchild team under sena 1990-talet. Han jobbade under tidiga 2000-talet med artister som Jennifer Lopez, Dave Hollister, Toni Braxton, Kelly Rowland och Kiley Dean.
Under produktionen av R&B-sångerskan Brandys tredje album Full Moon blev de två romantiskt involverade men de höll sin relation hemlig under 2001. 2002 blev den allmänt känd då Brandy också avslöjade att hon väntade sitt första barn och att de två hade gift sig. Ett år senare efter födseln av deras dotter, Sy'rai Iman Smith- en händelse som följdes i MTV:s realityserie Brandy: A Special Delivery- meddelade paret dock sin skilsmässa. Det var inte förrän 2004 som Smith avslöjade att de aldrig varit gifta utan det var något som hittats på för att skydda Brandys image. 